# Euproctis javaniana
Euproctis javaniana är en fjärilsart som beskrevs av Embrik Strand 1918. Euproctis javaniana ingår i släktet Euproctis och familjen tofsspinnare. Inga underarter finns listade i Catalogue of Life.